# Paratrechina nana
Paratrechina nana är en myrart som beskrevs av Santschi 1928. Paratrechina nana ingår i släktet Paratrechina och familjen myror. Inga underarter finns listade i Catalogue of Life.